# Frank Fechner
Frank G. Fechner (* 19. April 1958 in Tübingen) ist ein deutscher Rechtswissenschaftler und Hochschullehrer.

## Leben
Fechner, Sohn des Rechtswissenschaftlers und Soziologen Erich Fechner, studierte Rechtswissenschaft an den Universitäten von Tübingen und Lausanne. Er wurde 1989 in Tübingen mit der Dissertation Thomas Mann und die Demokratie: Wandel und Kontinuität der demokratierelevanten Äusserungen des Schriftstellers zum Dr. iur. promoviert und 1996 dort mit der Schrift Geistiges Eigentum und Verfassung: schöpferische Leistungen unter dem Schutz des Grundgesetzes habilitiert. Anschließend war er als Privatdozent im öffentlichen Recht in Tübingen tätig. Zudem wirkte er als Vertretungsprofessor an den Universitäten München und Halle.
Fechner folgte 2000 einem Ruf als Professor für Öffentliches Recht, insbesondere öffentlich-rechtliches Wirtschaftsrecht und Medienrecht an die Technische Universität Ilmenau. Dort hatte er von 2004 bis 2006 das Amt des Prodekan an der Fakultät für Wirtschaftswissenschaften und von 2006 bis 2008 das Amt des Dekans inne. Im September 2024 trat er in den Ruhestand.
Fechners Tätigkeitsbereich erstreckt sich über das Staats-, Medien-, Verwaltungs-, Europa-, Kulturverwaltungsrecht sowie das Recht des Geistigen Eigentums.

## Werke (Auswahl)
- Medienrecht: Lehrbuch des gesamten Medienrechts unter besonderer Berücksichtigung von Presse, Rundfunk und Multimedia, Mohr Siebeck, 20. Auflage, Tübingen 2019, ISBN 978-3-8252-5307-3.
- Entscheidungen zum Medienrecht: Auswahl für Studium und Praxis, Mohr Siebeck, 3. Auflage, Tübingen 2018, ISBN  	978-3-8252-5069-0.
- mit Cordula Pelz: Kurzfälle zum Medienrecht, Mohr Siebeck, Tübingen 2018, ISBN 978-3-8252-5051-5.
- Media law in Germany, Wolters Kluwer, Alphen aan den Rijn 2017, ISBN 978-90-411-8911-0.
- mit Axel Wösner: Journalistenrecht: ein Leitfaden für Medienschaffende: Social Web, Online, Hörfunk, Fernsehen und Print, Mohr Siebeck, 3. Auflage, Tübingen 2015, ISBN 978-3-16-153728-8.
- mit Johannes Arnhold und Michael Brodführer: Sportrecht, Mohr Siebeck, Tübingen 2014, ISBN 978-3-8252-3746-2.
- (Hrsg.): Die Privatkopie. Juristische, ökonomische und technische Betrachtungen. Universitätsverlag Ilmenau, Ilmenau 2007, ISBN 978-3-939473-06-0 (db-thueringen.de Volltext).
- Geistiges Eigentum und Verfassung: schöpferische Leistungen unter dem Schutz des Grundgesetzes, Mohr Siebeck, Tübingen 1999, ISBN 978-3-16-146991-6.
- Rechtlicher Schutz archäologischen Kulturguts : Regelungen im innerstaatlichen Recht, im Europa- und Völkerrecht sowie Möglichkeiten zu ihrer Verbesserung, Duncker und Humblot, Berlin 1991, ISBN 978-3-428-07243-9.
- Thomas Mann und die Demokratie: Wandel und Kontinuität der demokratierelevanten Äusserungen des Schriftstellers, Duncker und Humblot, Berlin 1990, ISBN 978-3-428-06945-3.